# Нижнетощицкий сельсовет
Нижнето́щицкий сельсовет — упразднённая административно-территориальная единица Быховского района Могилёвской области Белоруссии. Административный центр сельсовета  был расположен в деревне Нижняя Тощица.
Названия:
- Нижнетощицкий сельский Совет депутатов трудящихся[1]
- с 16 июля 1954 — Верхнетощицкий сельский Совет депутатов трудящихся
- с 7 октября 1977 — Верхнетощицкий сельский Совет народных депутатов
- с 15 марта 1994 — Верхнетощицкий сельский Совет депутатов
- с 23 декабря 2009 — Нижнетощицкий сельский Совет депутатов[2].

Административная подчинённость:
- в Быховском районе[1][2].

## История
16 июля 1954 года центр перенесён в д. Верхняя Тощица с переименованием сельсовета в Верхнетощицкий.
23 декабря 2009 центр сельсовета перенесён в деревню Нижняя Тощица с переименованием сельсовета в Нижнетощицкий.
С 4 июля 1941 по 27 июня 1944 года территория сельсовета была оккупирована фашистскими войсками.
в 2013 году сельсовет был упразднён, а населённые пункты из его состава переданы в Новобыховский сельсовет.

## Состав
Включал 17 населённых пунктов:
- Великий Лес — деревня.
- Верхняя Тощица — деревня.
- Виляховка — деревня.
- Вишенька — деревня.
- Заводчик — посёлок.
- Истопки — деревня.
- Калинин — посёлок.
- Красный Берег — деревня.
- Ленина — посёлок.
- Липа — деревня.
- Малиновка — деревня.
- Михалевка — деревня.
- Нижняя Тощица — деревня.
- Первое Мая — деревня.
- Рабочий — посёлок.
- Синеж — деревня.
- Тощица — деревня.

Упразднённые населённые пункты на территории сельсовета:
- Портолевка — деревня, упразднена в 2011 году.